# Amicale de Mauthausen
La Amicale de Mauthausen es una asociación francesa sin fines de lucro que recuerda la historia del campo de concentración de Mauthausen.
Poco después de la Segunda Guerra Mundial (1 de octubre de 1945) se fundó esta institución con el nombre l’Amicale des déportés politiques de la Résistance de Mauthausen et de ses kommandos dépendants como una unión de reclusos. Los miembros eran sobrevivientes del campo de concentración y de sus campos complementarios.
Los resultados de las investigaciones de esta institución mostraron que más de 198.000 personas de 25 nacionalidades fueron deportadas a los campos de Mauthausen, entre ellas alrededor de 10.000 franceses. 118.000 murieron en Mauthausen bajo las inhumanas condiciones de trabajo o en las cámaras de gas. Sobre todo en la época después de la guerra, también hoy, Amicale ayudó a las familias de los desaparecidos a saber de lo ocurrido con estos y colaboró en que las familias viesen reconocidos sus derechos por la pérdida de los suyos.
Además de los deportados de nacionalidad francesa, en la Amicale han tenido un papel importante aquellos que, siendo de otras nacionalidades en el momento de su deportación, sufrieron ésta desde territorio francés. Destaca el colectivo de españoles, ya que la mayor parte de los supervivientes de esta nacionalidad se establecieron en Francia después de su liberación en 1945, regresando al país desde el que habían sido deportados. Con sede en Francia, actuó desde 1945 la FEDIP, que agrupaba a exdeportados españoles de todos los campos.
La asociación acude a eventos internacionales, como el conmemorativo a la liberación y organiza viajes a Mauthausen.
En el 2000 se dio un relevo importante en las funciones de la entidad, siguiendo la tendencia que se ha ido marcando cada vez más: los sobrevivientes de Mauthausen van delegando, por su avanzada edad, sus funciones a personas más jóvenes, hijos u otros familiares. Sin embargo en ese año aún permanecían activos en la Asociación alrededor de 500 deportados y sus familias, para que la memoria de la deportación y su sufrimiento no quede en el olvido.
Esta Asociación es miembro del Comité Internacional de Mauthausen y tiene alrededor de 1700 miembros. La sede principal está en París, cuenta con miembros en diferentes departamentos de Francia y en el resto del mundo.
En su sede en París, es posible hacer el Servicio Austriaco de la Memoria.